# هادسن (ویسکانسین)
هادسِن (به انگلیسی: Hudson) شهری در شهرستان سینت کروی ایالت ویسکانسین است که در سال ۱۸۵۸ بنیان‌گذاری شده‌است. این شهر طبق سرشماری سال ۲۰۱۰ میلادی ۱۲٬۷۱۹ نفر جمعیت داشته‌است.